# Il corvo di Mizzaro
Il corvo di Mìzzaro è una novella scritta da Luigi Pirandello. Apparve per la prima volta su «Il Marzocco», 26 ottobre 1902 col titolo Corvo, 77 - Asino, 23 - Caduta, 80 e presenta una versione leggermente diversa rispetto a quella pubblicata col nuovo titolo nella raccolta Il carnevale dei morti, Battistelli, Firenze 1919.

## Trama
La novella racconta di un contadino di nome Calanca o Cichè. Un giorno tre pastori passando per i monti di Mizzaro notano un corvo, che se ne sta tranquillo a covare delle uova. I tre, divertiti, lo portano con loro. Non sapendo che farne lo lasciano libero, attaccandogli un campanellino di bronzo. Ogni giorno, il corvo vola per i cieli azzurri e il tintinnio del suo campanellino spaventa Cichè che ha paura degli spiriti.
Il corvo per tre volte ruba il cibo al contadino. Lui, per punirlo e catturarlo, un giorno lega, sopra il sacchetto del pane, quattro fave secche con quattro gugliate di spago alla bardella dell’asino. Il corvo, caduto nella trappola, rimane legato nella gugliata di filo. Comincia a fare dei versi, spaventa il mulo che corre a più non posso trascinando se stesso e il padrone in un burrone.

## Edizioni
- Luigi Pirandello, Novelle per un anno, Prefazione di Corrado Alvaro, Mondadori 1956-1987, 2 volumi. 0001690-7
- Luigi Pirandello, Novelle per un anno, a cura di Mario Costanzo, Prefazione di Giovanni Macchia, I Meridiani, 2 volumi, Arnoldo Mondadori, Milano 1987 EAN: 9788804211921
- Luigi Pirandello, Tutte le novelle, a cura di Lucio Lugnani, Classici Moderni BUR, Milano 2007, 3 volumi.
- Luigi Pirandello, Novelle per un anno, a cura di S. Campailla, Newton Compton, Grandi tascabili economici.I mammut, Roma 2011 Isbn 9788854136601
- Luigi Pirandello, Novelle per un anno, a cura di Pietro Gibellini, Giunti, Firenze 1994, voll. 3.